# Paulista Esporte Clube
O Paulista Esporte Clube  era conhecido como Paulista de São Carlos, foi o pioneiro dos clubes de São Carlos e o segundo do interior paulista, fundado em 1 de setembro de 1903 pela sociedade são-carlense, com nome escolhido para homenagear o estado de São Paulo e a ferrovia; primeiramente para a pratica de hipismo e basquetebol e posteriormente futebol, com nome original de Paulista Sport Club, posteriormente incorporou alguns clubes, e acabou sendo incorporado pelo São Carlos Clube em 21 de março de 1951, que está localizado no centro norte da cidade de São Carlos.

## História
O clube foi fundado com o nome de "Paulista Sport Club", era um clube muito "charmoso" e respeitado por toda a comunidade regional e paulista, foi um dos maiores clubes do interior durante várias décadas, possuía uma equipe de futebol que era temida em toda a região, e fazia frente aos grandes da capital, como quando recebia o Santos ou o Paulistano, por exemplo. Possuía estádio próprio, o Estádio Paulista que foi palco de grandes vitórias com seu temido "esquadrão".
Nos primeiros anos de sua existência, por não haver competições organizadas na cidade, a atividade futebolística do Paulista se limitava a disputas internas entre os associados e esporádicos jogos amistosos contra outras equipes. Os primeiros rivais começaram a aparecer em 1904, como o "Sport Club Sãocarlense e a "Associação Atlética Sãocarlense", posteriormente a partir de 1912 e 1914, quando surgiu o Ideal Club. No seu começo de confrontos com esses novos rivais, o clube utilizou o campo do "Derby Club" no atual bairro Hipódromo o chamado Estádio Derby Sãocarlense mais conhecido na época como Hipódromo Sãocarlense, onde também jogava o "Ideal Club", clube que foi incorporado pelo Paulista em 1918.
Em 1922, o Paulista filia-se a (A.P.E.A.) Associação Paulista de Esportes Atléticos e passa a disputar o Campeonato Paulista do Interior, tendo como adversários Rio Claro, XV de Piracicaba, Comercial, Paulista de Araraquara, Palestra de São Carlos, entre outros. Muitos anos o Paulista foi o vencedor na sua região classificatória, e mandava seus jogos no Estádio Derby Sãocarlense.
Em 1922 mudou-se para instalações próprias em uma grande área ao lado do que é hoje a USP e o bairro Jardim Lutfalla. No local o Paulista construiu o seu campo, então chamado de Estádio do Paulista dentro do hipódromo do Derby Club, para oferecer mais condições de lazer aos associados e maior conforto aos atletas e à torcida, com a ajuda de toda a comunidade, inclusive com mão de obra voluntária de associados e ferroviários. Em 21 de dezembro de 1921 o estádio foi inaugurado com a presença do Palestra Itália de Araraquara, e o jogo terminou empatado em 2 gols.
No começo dos anos 1940, incorporou o Ruy Barbosa Futebol Clube e toda sua estrutura.
A partir de 1945, a direção do Paulista passou a ter problemas com a manutenção do estádio e do clube, o que foi crescendo ano a ano e culminou com sua incorporação pelo atual São Carlos Clube em 1951, portanto devido à retração econômica do pós-guerra, o clube se viu impossibilitado de reunir os recursos necessários para mantê-lo.
O clube disputou durante vários anos até a década de 1940 o Campeonato Paulista Amador que era um campeonato semi-profissional, e geralmente  era o campeão da região classificatória.
Jogadores como Zuza, Armandinho e Clayton, jogaram também no Paulista Esporte Clube.
Em 21 de março de 1951 foi incorporado pelo São Carlos Clube, juntamente com toda a área onde está hoje instalado, em uma área de aproximadamente 135 mil m², mas deixou consignado que o São Carlos Clube terá que manter o nome do estádio como sendo estádio Paulista como homenagem ao clube. Essa incorporação foi efetuada e efetivada, através de Lei Municipal nº 1.374 de 1951, onde se autorizou a permuta da área do estádio Rui Barbosa para a prefeitura que pertencia ao São Carlos Clube, com a área do Paulista EC que pertencia a prefeitura, onde atualmente está instalado o São Carlos Clube.

## Jogos marcantes
Em 4 de julho de 1915, recebeu no Hipódromo Sãocarlense em jogo amistoso contra o Corinthians, jogo vencido pelo Corinthians por 4–1.
Em 15 de abril de 1917, jogo amistoso "Torneio Bronze" contra o Corinthians, jogo vencido pelo Corinthians por 3–1; houve conquista do "Troféu Bronze" oferecido pelo Sr. Celino Ambrósio ao Corinthians; jogo realizado no Hipódromo Sãocarlense.
Em 25 de maio de 1919 recebeu no Hipódromo Sãocarlense a visita do Palestra Itália em jogo amistoso que o Palestra Itália venceu por 2–0; houve conquista do "Troféu Comércio de São Carlos" ao Palestra.
Em 1º de janeiro de 1921 - Uberaba 4–1 Paulista (em Uberaba), jogo amistoso nacional realizado em Uberaba. Nesse jogo a ficha técnica foi a seguinte
- - Juiz: Antonio Meira
  - Gols: Walfredo (2), Walter e Kiki / Aldonis
  - Uberaba(MG): Rodarte; Walfredo e Kiki; Gonçalo, Maciel e Walter; Badu, Garcez, Miguel, Bueno e Pino
  - Paulista(SP): Franguinho; Max e Zocco; Fritz, Altino e Capoburgues; Cazuza, Pozum, Mimi, Jevel e Aldonis

Em 21 de abril de 1921, na inauguração de seu estádio, o Estádio do Paulista, realizou jogo amistoso contra o Palestra Itália de Araraquara, jogo que terminou empatado em 2–2.
Em 21 de março de 1926, realizou jogo amistoso com o Paulistano no qual foi derrotado por 1–0, gol anotado por Nondas ou Seixas. Nesse jogo o Paulistano era formado pelos seguintes jogadoresNestor, Clodoaldo, Barthô; Abate, Nondas, Villela; Filó, Roque, Arthur Friedenreich, Seixas e Castro I.
- Juiz: Mariano Procópio (vice-presidente do Paulistano)
- Gols: Nondas ou Seixas (1)
- Paulista(SC): Milburgues, Milori e Corisco; Schuracchio, Branco e Max; Mario, Armandinho, Alberto, Julio e Romeu
- Paulistano(SP): Nestor, Clodoaldo e Barthô; Abate, Nondas e Villela; Daltro (Castro I), Seixas, Friedenreich, Roque e Filó

### Jogos de campeonatos e títulos

#### Campeonato Amador do Interior de São Paulo de 1923 - APEA
- Eliminado - (Campeão final foi o Rio Branco)

#### Torneio Martins Pimenta de 1925
- 8 de fevereiro de 1925 - XV de Jaú 4–2 Paulista (em Jaú-estádio 7 de setembro)

#### Campeonato Amador do Interior de São Paulo de 1925 - 2.ª Região - APEA
ParticipantesPaulista EC, Palestra Italia EC, AE Velo Clube e Rio Claro FC
- 21 de junho de 1925 - Rio Claro FC x AE Velo Clube
- 21 de junho de 1925 - Palestra Italia EC x Paulista EC[5]
- 21 de junho de 1925 - Rio Claro FC x AE Velo Clube
- 5 de julho de 1925 - Velo Clube 2–0 Paulista
- Eliminado - (Campeão final foi o Velo Clube) [6]
- 21 de junho de 1925 - Palestra Italia EC x Paulista EC

#### Campeonato Amador do Interior de São Paulo de 1926 - 3.ª Região - APEA
ParticipantesPaulista EC, Palestra Italia EC, AE Velo Clube e Rio Claro FC
- 16 de janeiro de 1927 - Palestra Italia EC x AE Velo Clube[7]

#### Torneio Cruz Azul de 1927
- 16 de outubro de 1927 - XV de Jaú 2–1 Paulista (em Bariri)

#### Campeonato Paulista Amador do Interior de Futebol de 1931 - APEA – 7.ª região[8]
Com mais de 30 participantes divididos em regiões
- Paulista EC
- Ruy Barbosa FC
- Paulista FC de Araraquara
- AA Cravinhos

- Mirassol
- Comercial FC de Ribeirão Preto

- Velo Clube Rioclarense
- Floresta de Amparo
- Amparo de Amparo
- XV de Piracicaba
- XV de Jaú

Segunda fase - campeão da ?.ª região x campeão da 7.ª região Ruy Barbosa FC
- Mirassol WO–0 Ruy Barbosa (em Bebedouro)

Campeão geral
- XV de Piracicaba 2–1 AA Cravinhos (em São Paulo)

#### Campeonato Amador de São Carlos de 1931
Resultado da competição entre: São Carlos FC, EC Corinthians Sancarlense, Democrata FC e Flor de Maio FC
- Paulista - Campeão invicto no time principal e campeão no 2.º quadro

Campeonato Regional de 1933
Resultado
- 18 de junho de 1933 - Rio Claro FC 3–0 Paulista (em Rio Claro)
- 20 de agosto de 1933 - Paulista 4–0 Rio Claro FC

#### Campeonato Amador do Interior de São Paulo de 1942 - FPF – 22.ª região -?.ª zona
Participantes:
- Paulista EC
- Lápis Dois Martelos EC
- Clube Comercial
- Corinthians Comercial FC
- EC Pavilhão 15 de Novembro

Segunda fase - campeão da 3.ª região x campeão da 22.ª região Paulista
- 4 de dezembro de 1942 - Lusitana FC (Bauru) 4–1 Paulista (em Bauru)

#### Campeonato Amador do Interior de São Paulo de 1944 - FPF –??.ª região -?.ª zona
Resultados
- 3 de setembro de 1944 - Paulista 3–0 AA Barra Bonita[9]
- 10 de setembro de 1944 - AA Barra Bonita 2–1 Paulista
- 17 de setembro de 1944 - Paulista 2–1 Descalvadense
- 24 de setembro de 1044 - Descalvadense 3–1 Paulista

#### Campeonato Amador do Interior de São Paulo de 1946 - FPF – 6.ª região - 3.ª zona
Participantes:
- São Paulo de Araraquara - classificado
- Clube Atlético Farmácia e Odontologia (Araraquara)
- Paulista de Araraquara - classificado
- Comercial Futebol Clube (Araraquara)
- Paulista Esporte Clube (São Carlos) - classificado

Participou fase seguinte contra o Clube Atlético Taquaritinga
- 14 de julho de 1946 - Taquaritinga ?x? Paulista

#### Campeonato Amador do Interior de São Paulo de 1947 - FPF – Setor 23 - 6.ª zona
Participantes:
- Associação Atlética Pederneiras (Pederneiras)
- Associação Atlética Mocoembu (Dois Córregos)
- Clube Atlético Brotense (Brotas)
- Paulista Esporte Clube (São Carlos)
- Associação Atlética Barra Bonita (Barra Bonita)

#### Campeonato Amador de São Carlos
- Paulista - Campeão em 1931 (invicto), 1942, 1944, 1945, 1946 e 1947

### Jogos amistosos
- 23 de fevereiro de 1908 - Pirassununguense 2x1 Paulista (1ª partida oficial do Pirassununguense)
- 4 de julho de 1915 - Paulista 1x4 Corinthians (jogado no Hipódromo Sãocarlense)
- 1916 - Pirassununguense 2x1 Paulista (em Pirassununga)
- 24 de setembro de 1916 - Rio Claro FC 1x1 Paulista (em Rio Claro)
- 15 de abril de 1917 - Paulista 1x3 Corinthians (jogado no Hipódromo Sãocarlense)
- 28 de julho de 1918 - Ideal/Paulista 2x4 Rio Claro FC
- 16 de março de 1919 - Rio Claro FC 1x0 Paulista (em Rio Claro)
- 13 de maio de 1919 - Paulista EC 3x3 Rio Claro FC
- 25 de maio de 1919 - Paulista 0x2 Palmeiras (amistoso jogado no Hipódromo Sãocarlense) - (Troféu Comércio de São Carlos) oferecido ao vencedor
- 1 de janeiro de 1921 - Uberaba 4x1 Paulista (em Uberaba)
- 2 de janeiro de 1921 - Uberaba 2x0 Paulista
- 21 de abril de 1921 - Paulista 2x2 Palestra Itália de Araraquara (inauguração do Estádio do Paulista)
- 6 de janeiro de 1922 - Uberaba 2x0 Paulista
- 8 de janeiro de 1922 - Uberaba 1x1 Paulista
- 13 de maio de 1922 - Paulista 0x1 Uberaba (em disputa a Taça "Club Commmercial")
- 14 de maio de 1922 - Paulista 2x1 Uberaba (em disputa a Taça "Torcedores")
- 16 de março de 1924 - Rio Claro FC 5x0 Paulista (em Rio Claro)
- 13 de abril de 1924 - Combinado Palestra/Paulista 0x3 Sírio-SP (Gols: Dino, Luiz dos Santos e Arges - Juiz: Benjamin Bevilacqua do CA Independência)
- 8 de fevereiro de 1925 - XV de Jaú 4x2 Paulista (em Jaú)
- 21 de março de 1926 - Paulista 0x1 Paulistano[1]
- 16 de outubro de 1927 -  XV de Jaú 2x1 Paulista (em Bariri)
- 25 de outubro de 1931 - Comercial de Araras ?x? Paulista (em Araras)
- 12 de junho de 1932 - Rio Claro FC 7x2 Paulista (em Rio Claro)
- 25 de fevereiro de 1934 - Paulista 1x1 União FC de Uchoa
- 25 de março de 1934 - Paulista 2x1 Botafogo FC-RP
- 30 de outubro de 1938 - Paulista 2x2 Rio Claro FC
- 20 de novembro de 1938 - Rio Claro FC 2x1 Paulista (em Rio Claro)
- 4 de dezembro de 1938 - Paulista 4x1 Portuguesa de Ribeirão Preto
- 26 de fevereiro de 1939 - Paulista 2x2 Rio Claro FC
- 3 de setembro de 1939 - Paulista 3x3 Palmeiras FC-SJBV
- 2 de agosto de 1942 - Paulista 4x4 Rio Claro FC
- 6 de setembro de 1942 - Paulista 2x3 AA Ponte Preta[10]
- 27 de setembro de 1942 - Taquaritinga 1x2 Paulista (em Taquaritinga, 1 gol de Luizinho e 2 gols de Zuza)
- 12 de dezembro de 1943 - Taquaritinga 7x1 Paulista (em Taquaritinga, Poletti (3), Gagliano (2), Nelson Parise e Nenê para o CAT - Árbitro: Romeu Amatuzzi)
- 12 de dezembro de 1943 - Comercial de São Carlos 3x5 Palmeiras
- 29 de outubro de 1944 - Paulista 0x2 Palmeiras
- 25 de fevereiro de 1945 - Comercial de Araras 2x1 Paulista (em Araras)
- 18 de março de 1945 - Paulista 3x1 Comercial de Araras
- 7 de outubro de 1945 -  Paulista 2x2 XV de Jaú (estádio do Paulista)
- 14 de outubro de 1945 - XV de Jaú 4x1 Paulista (em Jaú-estádio Santa Terezinha)
- 1 de setembro de 1946 - Paulista 0x4 Ypiranga - 2 gols de Reinaldo e 2 gols de Nenê para o Ypiranga - Árbitro: Valter Guinle
- - Paulista 6x3 Velo Clube - com 5 gols de Zuza para o Paulista

## Futebol profissional
O clube foi o pioneiro no futebol na região de São Carlos, onde disputou vários campeonatos. O clube que nasceu com o apoio dos funcionários da Companhia Paulista de Estradas de Ferro, como vários outros clubes por onde a ferrovia chegava.

### Plantel de jogadores lembrados
- Julien Fauvel (*), Úlpio (*), Fia (*), Odracyr, Paulo Branco, Jaú, Cardoso, Celo, Guido, João do Biro, Nóca, Santo, Tião, Ricardinho, Pirilo, Ricardão, Corisco, Zuza, Zé Índio, Petroni, Brandãozinho, Ferrari, Albertinho Martins, Gervásio, e outros.

(*) Goleiro

### Presidentes e dirigentes
- Dr. Teixeira de Barros
- Aldo de Cresci
- Carlos Hugo Dornfeld
- Luiz Stevan de Siqueira Neto
- Vicente Gagliardi
- Juvenal Jacques
- Arnaldo Gomes
- Raul de Moraes
- Germano Graeser
- Gilberto Leão
- Olivio Acaccio
- Arlindo Sarmento
- José Martins Dias
- Douvidor Cunha
- José dos Santos

## Outros esportes
O clube possuiu um grande atleta, tratava-se de Petrere, que competia em várias modalidades do atletismo.